# فيض أباد (مة ولات)
فيض أباد (بالفارسية: فیض‌آباد) هي إحدى مدن محافظة خراسان الرضوي ومركز مقاطعة مهولات، تقع على بعد حوالي 200 كيلومتر من مدينة مشهد. وفقًا لنتائج التعداد العام للسكان والمساكن عام 2016، بلغ عدد سكانها 18,120 نسمة موزعين على 5,496 أسرة.

## الموقع الجغرافي
تقع مقاطعة مهولات بين الإحداثيات الجغرافية التالية:
- خط الطول: 58°25' إلى 59°05' شرق خط غرينتش
- خط العرض: 34°04' إلى 35°05' شمال خط الاستواء

تتمتع المقاطعة بموقع استراتيجي في:
- المنطقة الشرقية من إيران
- الجزء المركزي من محافظة خراسان الرضوية

الحدود الإدارية:
- الشمال: مقاطعة تربت حيدرية
- الجنوب: مقاطعة غناباد
- الشرق: مقاطعة رشتخوار
- الغرب: مقاطعة كاشمر[بحاجة لمصدر]

المساحة:
- تبلغ مساحة المقاطعة 3,256 كم²
- تمثل 3.1% من إجمالي مساحة محافظة خراسان الرضوية

الأهمية اللوجستية:
- تقع على الطريق الرابط بين المحافظات الجنوبية ومركز البلاد
- تعتبر محور اتصال حيوي بين المناطق المختلفة[بحاجة لمصدر]

ملاحظات الترجمة:
1. تم تحويل أسماء المدن والمقاطعات إلى العربية الرسمية
2. تم توحيد نظام كتابة الإحداثيات الجغرافية
3. تم الحفاظ على نفس نظام التوثيق ([بحاجة لمصدر])
4. تم تقسيم المعلومات إلى نقاط واضحة لسهولة القراءة